# 完備化 (環論)
抽象代数学において、完備化（かんびか、英: completion）とは、環や加群上の関手であって、完備な位相環や加群になるような任意のものである。完備化は局所化と類似しており、これらは可換環を解析する最も基本的な手法である。完備可換環は一般の環よりも単純な構造をもっており、ヘンゼルの補題が適用される。
また特に環Rが非アルキメデス距離について距離空間であるときは、距離空間としての完備化と環としての完備化は一致する。

## 一般的な構成
E を部分群の減少フィルター
{\displaystyle E=F^{0}{E}\supset F^{1}{E}\supset F^{2}{E}\supset \cdots \,}
をもったアーベル群として、（このフィルターに関する）完備化を逆極限
{\displaystyle {\hat {E}}=\varprojlim (E/F^{n}{E})\,}
として定義する。
これは再びアーベル群である。通常 E は 加法的な アーベル群である。E がフィルターと両立する付加的な代数的構造をもっていれば、例えば E がフィルター付き環、フィルター付き加群、フィルター付きベクトル空間であれば、その完備化は、フィルターによって決定される位相において再び完備である同じ構造をもった対象である。この構成は可換環にも非可換環にも適用できる。期待される通り、完備位相環が得られる。

## クルル位相
可換環論において、可換環 R の真のイデアル I のベキによるフィルターは、R 上の（Wolfgang Krull にちなんで）クルル位相あるいは I-進位相（I-adic topology）を決定する。極大イデアル {\displaystyle I={\mathfrak {m}}} の場合が特に重要である。R の 0 の基本近傍系はイデアルのベキ In によって与えられる。これは入れ子になっており R の減少フィルターをなす。
{\displaystyle R=I^{0}\supset I^{1}\supset I^{2}\supset \cdots }
完備化は商環の逆極限である。
{\displaystyle {\hat {R}}_{I}=\varprojlim (R/I^{n})}
（「アールアイハット」と読む。文脈から I が明らかなときには単に {\displaystyle {\hat {R}}} と書くこともある。）環から完備化への自然な写像 π の核は I のベキの共通部分である。したがって π が単射であることと共通部分が環の零元のみからなることは同値である。たとえば、整域か局所環である可換ネーター環はクルルの交叉定理よりその完備化に埋め込める。
R-加群にも同様の位相があり、これもクルル位相や I-進位相と呼ばれる。加群 M の点 x における基本近傍系は x + In M の形をした集合によって与えられる。R-加群 M の完備化は商加群の逆極限である。
{\displaystyle {\hat {M}}_{I}=\varprojlim (M/I^{n}{M}).}
この手続きによって R 上の任意の加群は {\displaystyle {\hat {R}}_{I}} 上の完備位相加群になる。

## 例
- p 進整数環 Zp は整数環 Z を素イデアル (p) において完備化することによって得られる[3]。

- R = K[x1,…,xn] を体 K 上の n 変数多項式環とし、{\displaystyle {\mathfrak {m}}=(x_{1},\ldots ,x_{n})} を変数によって生成された極大イデアルとする。このとき完備化 {\displaystyle R_{\mathfrak {m}}} は K 上の n 変数形式的冪級数環 K[[x1,…,xn]] である[4]。

## 性質
1. 完備化は関手的操作である。位相環の連続写像 f: R → S はそれらの完備化の写像に持ちあがる。
{\displaystyle {\hat {f}}:{\hat {R}}\to {\hat {S}}.}
さらに、M と N が同じ位相環 R 上の2つの加群であり f: M → N が加群の連続な写像であれば、f は一意的にその完備化の写像に拡張する。
{\displaystyle {\hat {f}}:{\hat {M}}\to {\hat {N}},\quad } ただし {\displaystyle {\hat {M}},{\hat {N}}} は {\displaystyle {\hat {R}}} 上の加群。
2. ネーター環 R の完備化は R 上平坦加群である。
3. ネーター環 R 上の有限生成加群 M の完備化は係数拡大によって得ることができる。
{\displaystyle {\hat {M}}=M\otimes _{R}{\hat {R}}.}
直前の性質と合わせて、有限生成 R-加群の完備化の関手は完全であることがわかる。それは短完全列を保つ。
4. コーエンの構造定理（等標数 (equicharacteristic) のケース）．R を完備局所ネーター可換環で極大イデアルが {\displaystyle {\mathfrak {m}}} で剰余体が K とする。R がある体を含めば、
{\displaystyle R\simeq K[[x_{1},\ldots ,x_{n}]]/I}
がある n とあるイデアル I に対して成り立つ。